# 特立氟胺
特立氟胺（商品名：Aubagio）是一种含氮有机氟化合物，分子式C
12H
9F
3N
2O
2，能作为多发性硬化症药物，也是来氟米特的活性代謝產物。